# Stanisław Runge
Stanisław Izydor Runge (ur. 3 maja 1888 we Lwowie, zm. w 2 czerwca 1953 w Poznaniu) – polski lekarz weterynarii, rektor Uniwersytetu Poznańskiego, major Wojska Polskiego, sanacyjny działacz polityczny. 

## Życiorys
Urodził się we Lwowie 1888 w rodzinie inżyniera kolejnictwa Ludwika Juliana i Natalii z Politańskich. Nauki pobierał początkowo w Szkole Ludowej, a następnie od 1899 w II Wyższej Szkole Realnej. W 1908 rozpoczął studia na Politechnice Lwowskiej, ale po roku przeniósł się na Akademię Medycyny Weterynaryjnej. Będąc jeszcze studentem w 1912 został młodszym asystentem przy katedrze hodowli zwierząt i położnictwa u Stanisława Fibicha i w tej dyscyplinie wiedzy ogłosił pierwszą swą pracę. 15 listopada 1913 otrzymał dyplom z wyróżnieniem lekarza weterynaryjnego. W latach 1913–18 był starszym asystentem,. Od 1913 do 1914 przebywał na praktykach naukowych w Lipicy koło Triestu, we Włoszech i w Monachium. W czasie okupacji rosyjskiej w latach 1914–15 wraz z Kazimierzem Szczudłowskim prowadził zamienione na szpitale trzy kliniki weterynaryjne (chirurgiczną, wewnętrzną i położniczą) oraz pomagał rektorowi Włodzimierzowi Kulczyckiemu chronić przed grabieżą zbiory uczelni. 
26 listopada 1915 na podstawie rozprawy pt. O tonach płodowych u ciężarnych krów stopień doktora medycyny weterynaryjnej summa cum laude. Dzięki osiągnięciom naukowym awansował w 1917 na docenta i otrzymał nominację na kierownika katedry położniczej. Prowadził wykłady z chirurgii i chorób wewnętrznych.
W 1918 jako ochotnik wstąpił do Wojska Polskiego i uczestniczył w obronie Lwowa. Po roku został przydzielony do Sekcji Weterynaryjnej Ministerstwa Spraw Wojskowych w Warszawie. Na przełomie lat 1919 i 1920 już w stopniu major został zwolniony z wojska i 1 kwietnia 1920 po nominacji na profesora, objął stanowisko kierownika Katedry Weterynarii Uniwersytetu Poznańskiego. Siedzibą katedry stał się budynek przy ul. Sołackiej 10, który uniwersytet zakupił w 1922 od Kurkowego Bractwa Strzeleckiego i przebudował dla potrzeb weterynarii. Urządzono w nim oprócz sal wykładowych i ćwiczeniowych także m.in. muzeum weterynaryjne, salę bakteriologiczną, chirurgiczną dla dużych zwierząt, prosektorium dla małych zwierząt. W październiku 1928 Runge otworzył przy zakładzie Uniwersyteckie Ambulatorium dla Zwierząt Domowych, z którego korzystali właściciele zwierząt z całego województwa, policja, wojsko, sądy i poznański Ogród Zoologiczny. Oprócz leczenia chorych zwierząt w ambulatorium wykonywano sekcje oraz ekspertyzy bakteriologiczne mleka, mięsa, wydzielin i wydalin.
Runge pełnił też obowiązki biegłego sądowego, konsultanta Ogrodu Zoologicznego i sprawował opiekę nad gospodarstwami uniwersytetu na Sołaczu i Golęcinie. W 1929 zorganizował w rzeźni miejskiej laboratorium bakteriologiczne do badania mięsa. 
W 1924 r. był oficerem rezerwy Kadry Okręgowego Szpitala Koni Nr VII. Dziesięć lat później, w stopniu majora ze starszeństwem z 1 czerwca 1919 r., zajmował 28 lokatę na liście starszeństwa oficerów rezerwy – lekarzy weterynarii i pozostawał na ewidencji Powiatowej Komendy Uzupełnień Poznań Miasto.

### Rektor UAM
W latach 1933–1936 sprawował funkcję rektora Uniwersytetu Poznańskiego, po raz pierwszy wybranego na okres trzyletni. Jako rektor uczestniczył w Komisji, która opracowała statut Uniwersytetu Poznańskiego. Pozyskał także dla uczelni od wojewody Rogera A. Raczyńskiego cały budynek Collegium Medicum (Collegium Maius). Jego kadencja jednak była okresem konfliktów z kadrą naukową i senatem UP na tle politycznym. Przeprowadzając zmiany organizacyjne, pozbawiał urzędów oraz wpływów swoich przeciwników politycznych. Za jego rządów minister wyznań religijnych i oświecenia publicznego usunięto z katedr kilku profesorów o poglądach narodowych, zaś sam Runge doprowadził do nadania przez uniwersytet tytułu doktora honoris causa Józefowi Piłsudskiemu (co budziło sprzeciw w opanowanym przez endecję Poznaniu – jednym z pierwszych doktorów honoris causa poznańskiej uczelni był Roman Dmowski). Ogólne niezadowolenie spowodowało próbę zdyskredytowania go, jednak nieudaną, gdyż Runge cieszył się dużym autorytetem naukowy, i po zakończeniu kadencji rektorskiej został wybrany na delegata do Senatu Akademickiego na rok akademicki 1936/1937.
W okresie międzywojennym wyjeżdżał sam jak i ze studentami w celach naukowych do Jugosławii (1922, 1925), Włoch (1924), Francji (1928), Niemiec (1928), Czechosłowacji (1932), Szwajcarii (1938) i Holandii. Prowadził szeroką działalność popularyzatorską, wygłaszał referaty na licznych kursach i zjazdach. Należał do komitetów redakcyjnych: „Wiadomości Weterynaryjnych” (1923–39), międzynarodowego czasopisma „Revue Vétérinaire Slave” (1933–39).
Był m.in.
- członkiem Komisji Matematyczno-przyrodniczej Poznańskiego Towarzystwa Przyjaciół Nauk (PTPN) (od 1923)
- członkiem i okresowo wiceprezesem Wielkopolskiego Towarzystwo Lekarzy Weterynaryjnych (1920–29)
- członkiem zarządu Zrzeszenia Lekarzy Weterynaryjnych RP (1930–34)
- członkiem zarządu Wielkopolskiej Izby Rolniczej (1934–37)
- członkiem Rady Nadzorczej Ogrodu Zoologicznego w Poznaniu.

Odznaczony m.in. Krzyżem Oficerskim Orderu Odrodzenia Polski.

## Śmierć
Zmarł nagle 2 czerwca 1953 w Poznaniu, gdzie został pochowany na cmentarzu parafialnym św. Jana Vianneya w Poznaniu (kw. św. Barbary-rząd 20-grób 7).

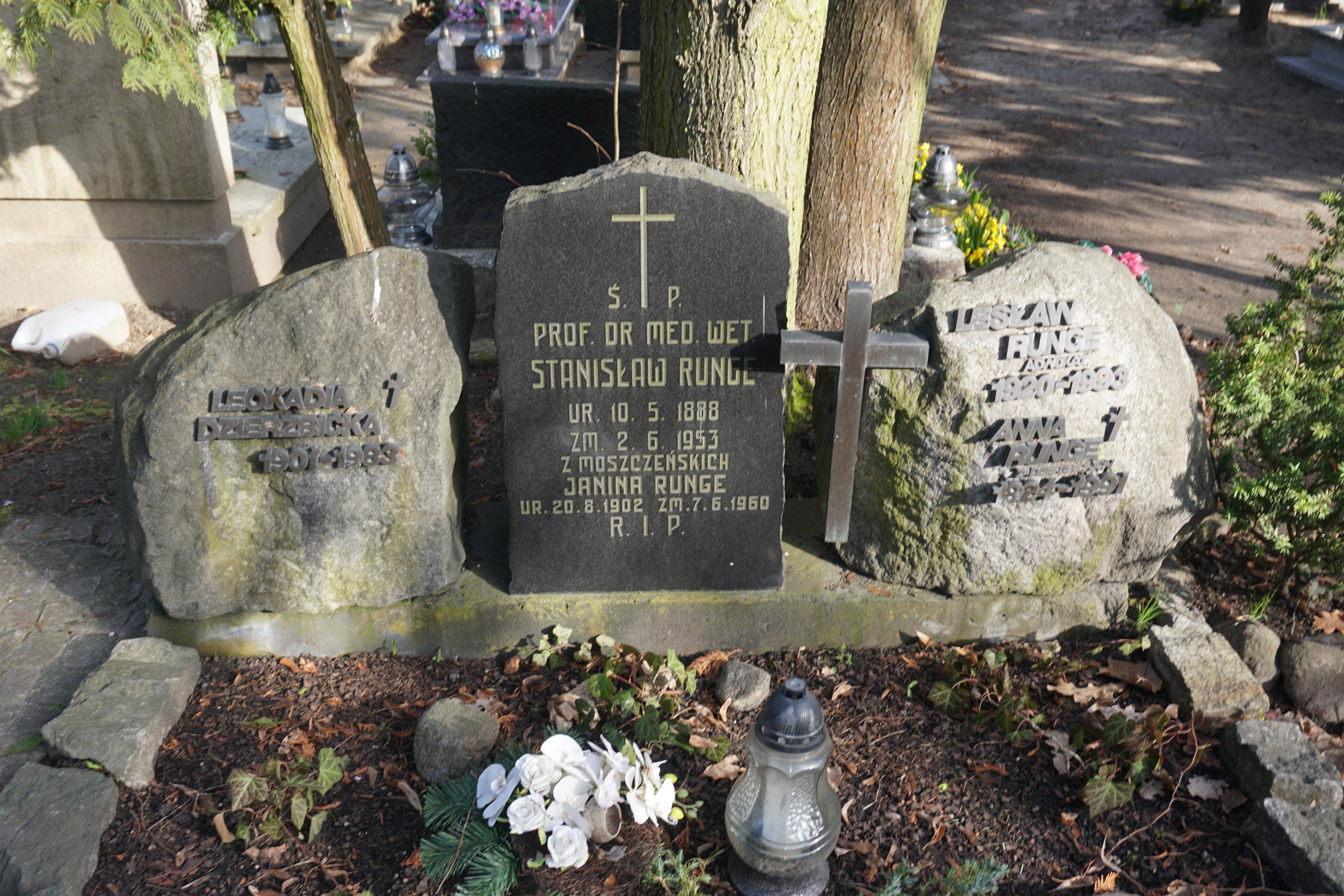
grób prof. Stanisława Rungego na Cmentarzu parafialnym św. Jana Vianneya w Poznaniu

## Upamiętnienie

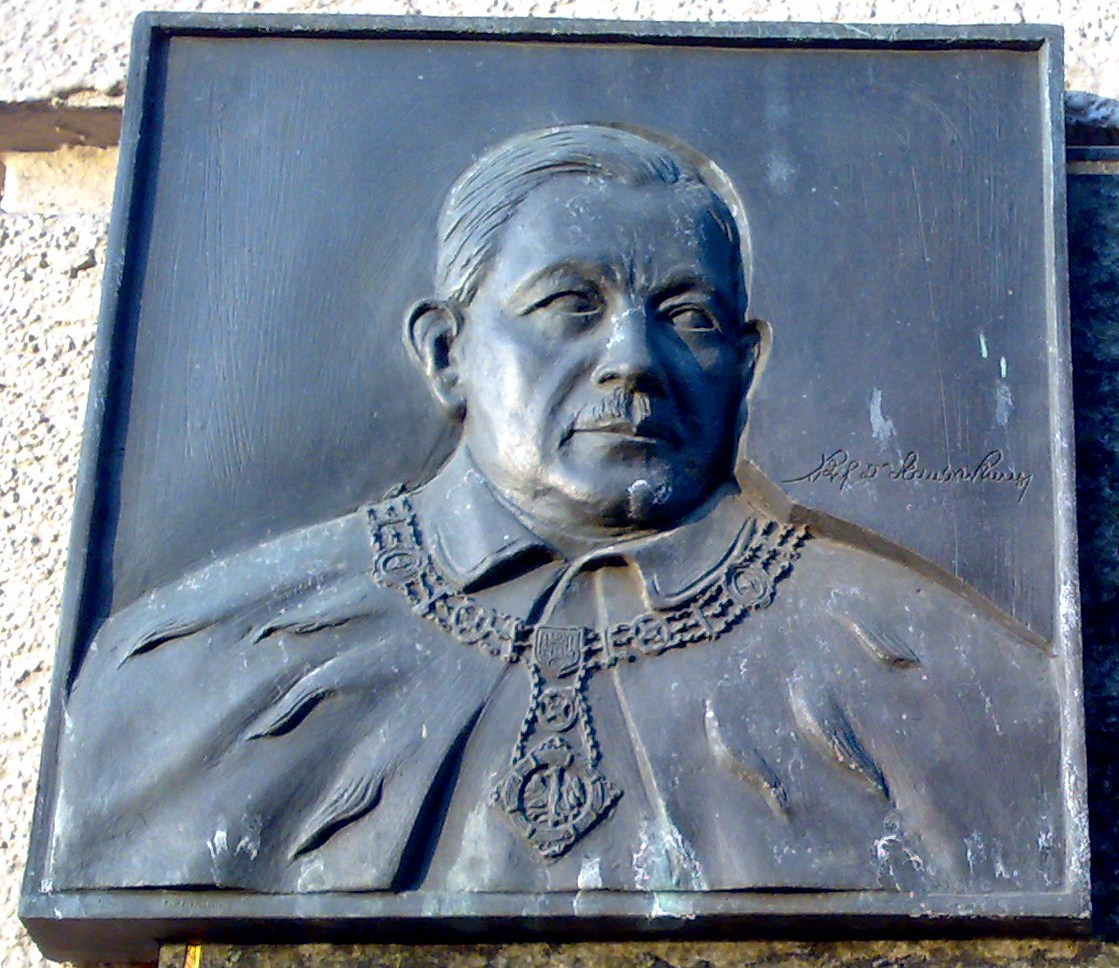
Tablica upamiętniająca S. Rungego (ul. Libelta w Poznaniu – dom, w którym mieszkał)

- W 50 rocznicę śmierci 2 czerwca 2003 na domu, w którym mieszkał w latach 1927-39 i 1946-53 przy ul. Libelta 24 w Poznaniu odsłonięto tablicę poświęconą pamięci profesora z jego podobizną ufundowaną przez jego wychowanków[3].

- Jego imieniem nazwano jeden z budynków Kolegium Rungego Uniwersytetu Przyrodniczego w Poznaniu. Budynek w latach 1920-1951 należał do Uniwersytetu Poznańskiego.